# 樱之圣母短期大学
樱之圣母短期大学（日语：／ Sakura no Seibo Tanki Daigaku *），简称圣短（せいたん），是一所位于日本福岛县福岛市的私立短期大学。

## 概要

### 简介
- 学校最早可以追溯到1950年[2]。短期大学为于1955年开办[3]、从2008年9月8日由学校法人Congrégation de Notre-Dame de Montréal[注 4]经营[4]（到2008年9月7日由学校法人樱之圣母学院经营[4]）、来源于加拿大的天主教修道会[2]。招収只女学生[3]。

### 历史
- 1955年 樱之圣母短期大学成立[3]并同时设置英语科和家政科[4]。
- 1968年 家政科分离为家政专攻和食物营养专攻[4]。
- 1969年 家政科变更为家政学科、英语科变更为英语学科[4]。
- 1997年 家政学科变更为生活科学科、家政专攻变更为生活科学专攻[4]。
- 2000年 生活科学专攻变更为生活设计专攻[4]。
- 2004年 生活设计专攻于生活科学科招生最后[4]。
- 2005年 福利儿童专攻[注 3]成立于生活科学科[4]。
- 2006年 今年3月31日生活设计专攻于生活科学科停办[4]。
- 2012年 英语学科变更为阅历教养学科[注 1]。

### 宪章
- 请参看樱之圣母短期大学标志 （页面存档备份，存于） （日語） 2013年12月31日阅览。

## 学校环境
- 校区：在福岛县福岛市

## 历任校长
- 远藤静子：现在短期大学校长[5]

## 组织

### 学科
- 阅历教养学科[注 1]
- 生活科学科
  - 生活设计专攻[注 2]
  - 食物营养专攻
  - 福利儿童专攻[注 3]

### 专科
| - 没有 |

### 业余课程
| - 没有 |

### 附属学校
|  |

### 附属机关
| - 图书馆信息中心 |

## 相关链接
- 日本短期大学列表